# Sarona lissochorium
Sarona lissochorium är en insektsart som beskrevs av Asquith 1994. Sarona lissochorium ingår i släktet Sarona och familjen ängsskinnbaggar. Inga underarter finns listade i Catalogue of Life.